# Gustave Lacasse
Pour les articles homonymes, voir Lacasse.
Joseph-Henri-Gustave Lacasse, né le 7 février 1890 à Sainte-Élisabeth-de-Joliette (Québec) et décédé  le 18 janvier 1953 à Tecumseh (Ontario), est un médecin, journaliste et homme politique franco-ontarien.

## Biographie
Fils du notaire François-Xavier-Onésime Lacasse et d'Annie Gernon, Joseph-Henri-Gustave Lacasse est né en 1890 à Sainte-Élisabeth-de-Joliette au Québec. Il fait ses études au Petit séminaire de Montréal de 1901 et 1909, puis étudie en médecine à l'Université Laval de Montréal (qui deviendra en 1920 l'Université de Montréal) entre 1909 et 1913. Pendant cette période, il fonde le journal L'Étudiant et devient membre fondateur de l'Association générale des étudiants. Lacasse obtient son diplôme en médecine à l'âge de 23 ans et effectue entre 1913 et 1914 un internat à l'Hôtel-Dieu de Windsor, en Ontario. Il s'établit à Tecumseh, en Ontario, où il commence la pratique privée de la médecine générale en 1914. 
Le 12 avril 1915, il se marie à Marie-Anne Saint-Pierre (1890-1944) et le couple aura 11 enfants. Quatre ans après le décès de son épouse, Lacasse se marie en secondes noces à Marie Rose Lucienne Sasseville-Guilmant.

## Vie professionnelle
En plus de se consacrer à la médecine - Gustave Lacasse ouvre son propre cabinet en 1918 et est médecin hygiéniste du canton de Sandwich-Est de 1915 à 1928 - il s'implique en politique, en journalisme, et en éducation.    

Dès son arrivée à Windsor, il s'associe à la cause des Franco-Ontariens notamment pour la lutte contre le règlement 17. Ainsi, dans un poème, il rappelle : 
« Souvenirs précieux qu'avec amour on place
Dans cet écrin vivant qu'est le cœur d'une race »
Sa mobilisation pour la défense des droits linguistiques des Franco-Ontariens lui vaut le surnom de « Lion de la Péninsule », Lacasse étant alors considéré comme « le plus éloquent porte-parole des francophones du Sud-Ouest ». 
En politique municipale, Lacasse occupe en 1921 le poste de conseiller de la ville de Tecumseh, puis celui de commissaire du conseil des écoles séparées de Tecumseh entre 1923 et 1928, et finalement celui de maire de la ville de Tecumseh entre 1927 et 1928. Le 10 janvier 1928, il est nommé sénateur de la circonscription d'Essex. Il conserve ce poste pendant 25 ans, jusqu'à sa mort.
En plus de composer de nombreux poèmes dans ses temps libres, Gustave Lacasse s'active dans le domaine journalistique. Il est à la fois fondateur et rédacteur pour les journaux hebdomadaires La Défense (en 1918) et La Presse-Frontière (en 1921-1922). Puis, en 1931, il fonde l'hebdomadaire La Feuille d'Érable avec son frère. Le sénateur Lacasse « y écrit presque tous les articles de fond, utilisant au moins 13 pseudonymes différents ». La Feuille d'Érable diffuse entre autres les idéaux du nationalisme canadien-français. Ce journal sera repris après la mort de Gustave Lacasse par deux de ses fils jusqu'à la dernière parution en mars 1958. En 1952, le sénateur met sur pied l'imprimerie Lacasse, à Tecumseh.
Tout au long de sa carrière, Lacasse s'implique dans des associations variées et occupe de nombreux postes, dont les suivants: président général (de 1928 à 1930) de l'Association Saint-Jean-Baptiste de l'ouest de l'Ontario, président régional/vice président provincial (de 1928 à 1953) de l'Association canadienne-française d'éducation d'Ontario (aujourd'hui l'Assemblée de la francophonie de l'Ontario), président (de 1930 à 1931) de la Ontario Medical Health Officers Association, et membre du Conseil d'administration (de 1946 à 1951) de l'Association des médecins de langue française d'Amérique du Nord. 
En 1944, Lacasse a été reproché dans la mort de la rage d'un garçon de 11 ans. Agissant en tant qu'officier médical de la santé et de médecin pour la famille, Lacasse n'a pas administré le traitement de Pasteur à l'enfant qui a été mordu par un chien infecté de la rage. Un jury du coroner ont critiqué Lacasse pour avoir démontré "une certaine quantité de négligence en ne pas administrant the traitement pour la rage quand le chien n'a pas été trouvé dans les 14 jours suivant la mordure."

## Postérité
Le boulevard Lacasse, à Tecumseh, a été nommé ainsi en l'honneur de Gustave Lacasse. Par ailleurs, Maurice Lacasse, un des fils de Gustave Lacasse, a publié en 1975 un livre intitulé Le lion de la péninsule, 1893-1953: biographies et poèmes du sénateur Gustave Lacasse.
Un fonds d'archives portant sur Gustave Lacasse est conservé au Centre de recherche en civilisation canadienne française de l'Université d'Ottawa.